# 켄드리 파에스
레이 켄드리 파에스 안드라데 (Ray Kendry Páez Andrade, 2007년 5월 4일 ~ )는 에콰도르의 축구 선수이며, 현재 스트라스부르에서 공격형 미드필더, 우측 윙어로 뛰고 있다.